# (20557) Davidkulka
(20557) Davidkulka (1999 RB116) – planetoida z grupy pasa głównego asteroid okrążająca Słońce w ciągu 3,67 lat w średniej odległości 2,38 j.a. Odkryta 9 września 1999 roku.